# A Deeper Understanding
A Deeper Understanding är ett musikalbum från 2017 av indierockbandet The War on Drugs och gavs ut av skivbolaget Atlantic Records. Låtarna är skrivna av Adam Granduciel. Detta är The War on Drugs fjärde studioalbum och sjätte utgivna skiva.
Albumet blev kritikerrosad av den internationella recensentkåren. Den blev också utsedd till bästa rockalbum på 2018 års Grammy Award.

## Låtlista
Albumet innehåller tio låtar.
1. Up All Night – (6:23)
2. Pain – (5:30)
3. Holding On – (5:50)
4. Strangest Thing – (6:41)
5. Knocked Down – (3:59)
6. Nothing To Find – (6:10)
7. Thinking of a Place – (11:14)
8. In Chains – (7:20)
9. Clean Living – (6:28)
10. You Don't Have To Go – (6:42)

## Medverkande
- Adam Granduciel – akustiska- och elektriska gitarrer, elbas, keyboard, mellotron, munspel, orgel, slagverk, synthesizer, sång, trummor och vibrafon.
- Robbie Bennett – bakgrundssångare, elbas, keyboard, orgel, piano, Rhodes-piano, slagverk och synthesizer.
- Charlie Hall – bakgrundssångare, elektrisk gitarr, slagverk, trummor och vibrafon.
- David Hartley – akustisk gitarr, bakgrundssångare och elbas.
- Anthony LaMarca – akustiska- och elektriska gitarrer, bakgrundssångare, slidegitarr och trummor.
- Jon Natchez – barytonsaxofon.

Källa: 

### Fotnoter
1. ↑  Hogan, Marc. ”The War on Drugs on their epic new single and making an “L.A. Record””. Pitchfork.com. http://pitchfork.com/thepitch/1508-the-war-on-drugs-on-their-epic-new-single-and-making-an-la-record/.
2. ↑  Murray, Robin. ”The War On Drugs announce new album 'A Deeper Understanding'”. ClashMusic.com. http://www.clashmusic.com/news/the-war-on-drugs-announce-new-album-a-deeper-understanding.
3. ↑  Bell, Sodie. ”The War on Drugs announce new album 'A Deeper Understanding,' share new single”. Billboard.com. http://www.billboard.com/articles/columns/rock/7817368/the-war-on-drugs-new-album-a-deeper-understanding-holding-on.
4. ↑  ”Reviews for A Deeper Understanding by The War on Drugs”. Metacritic.com. https://www.metacritic.com/music/a-deeper-understanding/the-war-on-drugs.
5. ↑  ”Winners Best Rock Album”. Grammy.com. https://www.grammy.com/grammys/awards/winners-nominees/217.
6. 1 2  ”A Deeper Understanding – The War on Drugs”. Allmusic.com. http://www.allmusic.com/album/a-deeper-understanding-mw0003062304.